# Stelios Manolas
Stylianos "Stelios" Manolas (Græsk: Στέλιος Μανωλάς) (født 13. juli 1961 på Naxos, Grækenland) er en tidligere græsk fodboldspiller, der spillede som midterforsvarer. Han var på klubplan tilknyttet AEK Athen hele sin karriere. For Grækenlands landshold spillede han 71 kampe og scorede seks mål. Han deltog ved VM i 1994 i USA.